# Kursath
Kursath é uma cidade e uma nagar panchayat no distrito de Hardoi, no estado indiano de Uttar Pradesh.

## Demografia
Segundo o censo de 2001, Kursath tinha uma população de 5654 habitantes. Os indivíduos do sexo masculino constituem 54% da população e os do sexo feminino 46%. Kursath tem uma taxa de literacia de 62%, superior à média nacional de 59.5%: a literacia no sexo masculino é de 70% e no sexo feminino é de 53%. Em Kursath, 17% da população está abaixo dos 6 anos de idade.